# Квасниця-Амбіцька Лілея Миронівна
Ліле́я Миро́нівна Квасни́ця-Амбі́цька (8 липня 1960, Львів) — українська художниця. Працює в галузі декоративно-прикладного мистецтва, виготовляє гобелени. Член Національної спілки художників України від 1993 року.

## Біографія
Народилась у Львові 8 липня 1960 року. Донька українського різьбяра Мирона Амбіцького. Навчалась у Львівському інституті прикладного та декоративного мистецтва який закінчила у 1982 році. Педагоги з фаху — Марта Токар, Вітольд Манастирський, Карло Звіринський, Сергій Бабков.
Починаючи з 1994 року працює у Львівській дитячій школі народного мистецтва. У 2010 призначена заступником директора з методичної роботи.
Персональні виставки відбулись у Львові 1993, Кракові 1996, Сяноку (2000), Кросно (2004), Жовкві (2005). 
Чоловік Юліан Григорович Квасниця — скульптор. Викладає у Львівському державному коледжі декоративного і ужиткового мистецтва імені Івана Труша.

## Роботи
- Гобелен «Писанка» (1990), вовна ручне ткацтво. [1]
- Гобелен «Скіфи» (1990)
- Гобелен «Аркан» (1990)
- Гобелен «Сонце для моєї мами» (1995)
- Гобелен «Дитячі забави для дорослих» (1999)